# Estela Rodríguez
Estela Rodríguez, född 17 november 1967 i Santiago de Cuba, död 10 april 2022 i Havanna, var en kubansk judoutövare.
Hon tog OS-silver i damernas tungvikt i samband med de olympiska judotävlingarna 1992 i Barcelona.
Hon tog OS-silver igen i samma viktklass i samband med de olympiska judotävlingarna 1996 i Atlanta.